# Boiko Borisov
Boiko Metodiev Borisov (în bulgară Бойко Методиев Борисов, n. 13 iunie 1959, Bankea, Republica Populară Bulgaria) este un politician bulgar, prim-ministru al Bulgariei între 27 iulie 2009 și 13 martie 2013.
Anterior, el a fost primarul orașului Sofia din 8 noiembrie 2005 până la alegerea sa ca prim-ministru.
La data de 20 februarie 2013 întregul guvern condus de Boiko Borisov a demisionat ca urmare a protestelor cauzate de creșterea costului energiei electrice, corupției, nivelului scăzut de trai. Demiterea guvernului a dus la dizolvarea parlamentului și organizarea de alegeri anticipate, guvernul lui Borisov rămânând în funcție până la numirea guvernului interimar al lui Marin Raikov.
La alegerile paramentare din 26 martie 2017 formațiunea politică a lui Borisov, Cetățenii pentru Dezvoltarea Europeană a Bulgariei (GERB), s-a clasat pe primul loc, cu 32,65% din voturi. 